# Pile gallo-romaine de la Montjoie
La pile gallo-romaine de la Montjoie est un monument gallo-romain en pierre situé à Roquebrune dans le département français du Gers.
Bien que ce monument soit usuellement dénommé « pile », il peut s'agir de la cella d'un temple de type fanum. Il est inscrit comme monument historique en 1925.

## Localisation
La pile de Roquebrune est construite dans la vallée de la Guiroue, sur la rive droite de la rivière et à 2,6 km au sud-ouest du bourg de Roquebrune, non loin de la limite communale.

## Historique
La pile de la Montjoie, près de laquelle ont été retrouvées deux monnaies des Ier et IIe siècles, a pu être ultérieurement réutilisée comme oratoire dans les premiers temps de la chrétienté.
L'édifice est inscrit comme monument historique par arrêté du 15 juin 1925.

## Description et fonction
Le monument se présente comme un ensemble de trois murs et d'une couverture délimitant vers l'est une ouverture occupant toute sa largeur. Il mesure 4,50 × 5,15 m extérieurement et 2,40 × 4,15 m ; les murs sont donc épais d'environ un mètre. Sa hauteur est de 8,40 m.
Intérieurement, les parois nord et sud de la cavité sont creusées d'une alvéole à fond plat alors que la paroi occidentale abrite une niche sur plan semi-circulaire.
La fonction de ce monument reste à préciser. S'il est généralement désigné sous le nom de « pile », certaines caractéristiques atypiques incitent plutôt à y voir la cella d'un temple de type fanum. En effet, la taille de sa cavité, la présence de niches creusées dans l'intérieur de ses parois et ayant pu abriter des autels et/ou des statues ainsi que le fait qu'elle s'ouvre à faible hauteur au-dessus du sol moderne sont des caractères inhabituels pour des piles mais que l'on rencontre dans des temples,.